# I Campeonato Nacional de Futebol Americano
Il I Campeonato Nacional de Futebol Americano è stato la 1ª edizione del campionato di football americano di secondo livello, organizzato dalla FPFA.
Per la prima volta il campionato portoghese è organizzato su due livelli; le ultime due classificate della LPFA giocheranno in CPFA nella stagione successiva.

## Squadre partecipanti
| Club                | Città     | Stadio | Sponsor ufficiale | Risultato nella stagione 2017-18 |
| ------------------- | --------- | ------ | ----------------- | -------------------------------- |
| Braga Black Knights | Braga     |        |                   |                                  |
| Évora Eagles        | Évora     |        |                   |                                  |
| Lisboa Navigators B | Lisbona   |        |                   |                                  |
| Towers Football     | La Coruña |        |                   |                                  |

## Stagione regolare

### Calendario

#### 1ª giornata
| 10 febbraio 2019 | Lisboa Navigators B | 32 – 6 | Évora Eagles |  |

| 10 febbraio 2019 | Braga Black Knights | 0 – 38 | Towers Football |  |

#### 2ª giornata
| Braga 23 febbraio 2019, ore 19:00 | Braga Black Knights | 14 – 8 | Évora Eagles | Grupo Desportivo do Bairro da Misericordia |

#### 3ª giornata
| 10 marzo 2019 | Évora Eagles | 14 – 48 | Towers Football |  |

#### 4ª giornata
Giornata rinviata.

#### 5ª giornata
| 23-24 marzo 2019 | Towers Football | – | Lisboa Navigators B |  |

#### Recuperi 1
| Braga 30 marzo 2019, ore 18:30 | Braga Black Knights | - – - (annullata) | Lisboa Navigators B | Grupo Desportivo do Bairro da Misericordia |

#### 6ª giornata
| 6 aprile 2019 | Évora Eagles | 12 – 38 | Lisboa Navigators B |  |

| 6-7 aprile 2019 | Towers Football | – | Braga Black Knights |  |

### Classifica
La classifica della regular season è la seguente:
- PCT = percentuale di vittorie, G = partite giocate, V = partite vinte,  P = partite perse, PF = punti fatti, PS = punti subiti

| Pos. | Squadra             | PCT   | G | V | N | P | PF | PS  |
| ---- | ------------------- | ----- | - | - | - | - | -- | --- |
| 1    | Towers Football     | 1.000 | 2 | 2 | 0 | 0 | 86 | 14  |
| 2    | Lisboa Navigators B | 1.000 | 2 | 2 | 0 | 0 | 70 | 18  |
| 3    | Braga Black Knights | .500  | 2 | 1 | 0 | 1 | 14 | 46  |
| 4    | Évora Eagles        | .000  | 4 | 0 | 0 | 4 | 40 | 132 |

## I Final CNFA
| Lousada 4 maggio 2019, ore 15:00 | Lisboa Navigators B | 45 – 0 | Évora Eagles | Estadio Municipal |

## Verdetti
- Lisboa Navigators B Campioni del CNFA 2019 (1º titolo)